# چکرال
چکرال (به انگلیسی: Chakral) یک منطقهٔ مسکونی در پاکستان است که در پنجاب واقع شده‌است.